# Artem Chej
Artem Oleksandrovich Cherednik (en ucraniano: Артем Олександрович Чередник), más conocido como Artem Chej (en ucraniano: Артем Чех; Cherkasy, 13 de junio de 1985) es un escritor y periodista ucraniano. Como soldado de las Fuerzas Armadas de Ucrania, ha participado en la guerra del Dombás y en la posterior invasión rusa de Ucrania.

## Biografía
De niño, Artem Cheredniyk hizo un viaje a Praga, y como volvió con entusiasmo, los compañeros de Artem le llamaban "Chej". En 1997 se graduó en la escuela de música (piano, guitarra, flauta). Durante ocho años actuó en el Teatro Dramático de Cherkasy, estudió coreografía y canto coral. En 2002 se graduó en el instituto de la ciudad de Cherkasy. De 2002 a 2007 vivió en Kiev, estudió en la Academia Nacional del Personal Directivo Gubernamental de Cultura y Artes de Ucrania en la Facultad de Sociología. Artem Chej no trabajó ni un solo día en su especialidad.
En diciembre de 2008, se trasladó a vivir al pueblo de Mryn (óblast de Chernígov) durante tres años, donde practicó Downshifting. En 2012 regresó a Kiev.
De abril de 2015 a julio de 2016 fue soldado en la zona ATO en el 9º batallón de infantería blindada de las Fuerzas Armadas de Ucrania.
La esposa de Artem Chej es Iryna Tsilyk, escritora y directora.
Durante sus estudios, escribió en ruso, pero no publicó nada ni se presentó a concursos. Después estudió en el departamento de correspondencia de la universidad y empezó a escribir en ucraniano. Su primera novela fue la ganadora del concurso "Novela urbana juvenil" de la editorial "Folio" (2007).
Desde 2007, ha escrito más de 16 libros, algunos de los cuales han sido traducidos alemán, inglés, polaco, checo y ruso.
Artem Chej sirvió en las Fuerzas Armadas de Ucrania de mayo de 2015 a julio de 2016 como tirador superior y artillero de un vehículo blindado de transporte de tropas en la guerra del Dombás en la región ucraniana del Dombás. Al comienzo de Invasión a gran escala de Ucrania por Rusia en 2022 volvió a las filas de las fuerzas ucranianas. A finales de mayo de 2023 sufrió una conmoción cerebral en la batalla por la ciudad de Bakhmut.

## Libros
- No lo encontrará en Yandex (en ucraniano: "Цього ви не знайдете в Яндексі"), "Folio", 2007;
- Kinya (en ucraniano: "Киня"), "Fact", 2007.
- Atlas anatómico. Es difícil ser un sapo (en ucraniano: "Анатомічний атлас. Важко бути жабою"), "Folio", 2008.
- Plástico, "Folio", 2008.
- Doc 1, "Folio", 2009.
- Puertas azules a la izquierda (en ucraniano: "Сині двері зліва"), "Folio", 2010.
- Jarabes de rosa ("Рожеві сиропи"), "Folio", 2012.
- Impresionante Ucrania (coautoría con Irina Tsilyk), "Osnovi", 2012.
- Historia del automovilismo en Ucrania (en ucraniano: "Історія мотоспорту в Україні"), "Osnovi", 2012.
- 94 días. Euromaidán a través de los ojos de TSN (en ucraniano: "94 дні. Євромайдан очима ТСН"), "Osnovi", 2014.
- La guerra a través de los ojos de TSN (en ucraniano: "Війна очима ТСН"), "Osnovi", 2015.
- Cero absoluto (en ucraniano: "Точка нуль"), "Vivat", 2017.[12] El libro fue traducido al inglés por Elena Jennings y Oksana Lutsishina y publicado por la editorial Glagoslav en 2020.[13]
- En el continente, "Izdatelstvo", 2021.
- ¿Quién es usted? (en ucraniano: "Хто ти такий?"), "Meridian Czernowitz", 2021.

## Premios
- En 2007 resultó ganador del segundo concurso de la editorial "Folio" "Novela juvenil urbana".[14]
- El 26 de enero de 2018, cerca del monumento al Héroe de Ucrania Mijaíl Zhiznevski en la calle Hrushevski, se entregó el premio literario "Guerrero de la luz" por la obra "Cero absoluto".[15]
- El 2 de abril de 2018 fue galardonado con el Premio M. V. Gógol por la obra "Cero absoluto".[16]
- En noviembre de 2019 recibió el Joseph Conrad Award.[17]
- La novela "Distrito D" fue preseleccionada para el Premio Libro del Año 2019 de la BBC.[18]
- En 2021, el libro "¿Quién eres?" fue nombrado BBC Libro del Año de la BBC.[19]